# Frederick Polydore Nodder

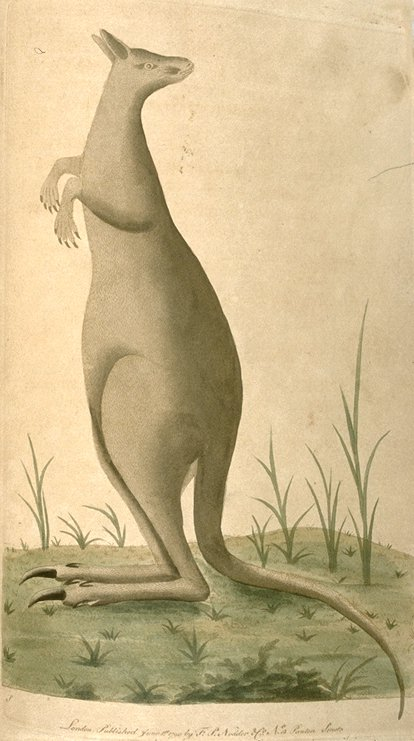
Une illustration de Frederick Polydore Nodder publiée par G.K. Shaw.

Frederick Polydore Nodder est un artiste naturaliste britannique, actif vers 1770 et mort vers 1800.
Nodder est l’un des illustrateurs de The Naturalist's Miscellany de George Kearsley Shaw (1751-1813). Il aide aussi Sir Joseph Banks (1743-1820) à préparer son Banks' Florilegium et réutilise la plupart des dessins de plantes australiennes de Sydney Parkinson (1745-1771) pour réaliser des peintures et des gravures utilisables pour la publication. Les illustrations de Nodder sur les oiseaux et les papillons sont conservées à la division d’histoire naturelle du Musée national d'Irlande.

## Source
- Traduction de l'article de langue anglaise de Wikipédia (version du 2 septembre 2007).